# Epistaurus meridionalis
Epistaurus meridionalis är en insektsart som beskrevs av Bi, D. 1984. Epistaurus meridionalis ingår i släktet Epistaurus och familjen gräshoppor. Inga underarter finns listade i Catalogue of Life.